# Conspiración de Aponte
La conspiración de Aponte fue un movimiento abolicionista dirigido por José Antonio Aponte y Ulabarra, ocurrido en Cuba entre 1811 y 1812. Un año antes habría ocurrido la Conspiración de 1810 dirigida por Joaquín Infante.

## Precedentes
Debido al aumento del uso de la esclavitud dentro de la sociedad cubana de principios del siglo XIX, que buscaba obtener el lugar dejado por Haití como mayor productor de azúcar del mundo, en la isla se organizaron una serie de intentos conspirativos para abolir la esclavitud, destacándose dentro de ellos el de 1795, donde se descubrió en Bayamo la primera conspiración abolicionista encabezada por el liberto Nicolás Morales Rodríguez, quien al ser denunciado huyó y se ocultó en Yareyal, próximo a Holguín.

## Conspiración
En el año 1808 producto de la Invasión Napoleónica a España y la llegada a Cuba de falsas sobre el tema de la esclavitud motivaron a una resolución cada vez más arriesgada por parte de los criollos a favor del abolicionismo. Es entonces que en 1811; en La Habana se estructuró una nueva conspiración abolicionista encabezada por el liberto José Antonio Aponte y sus redes se expandieron hasta Sancti Spíritus, Trinidad, Camagüey, Bayamo, Holguín y Santiago de Cuba. La persona que unió la conspiración occidental a la parte oriental del país fue Hilario Herrera, un valiente mulato dominicano de profunda conciencia antiesclavista y un excelente organizador clandestino. El 11 de marzo de 1812, cuando ya había explotado la conspiración en Camagüey, Bayamo denunció la existencia de un grupo conspirador en Holguín. Como resultado de la indagatoria se prendieron más de 50 personas y en el juicio sumario se condenó a la horca a su líder local, el esclavo de origen congo Juan Nepomuceno y a cadena perpetua a sus compañeros Federico, Antonio, Miguel y Manuel.